# Jocolano
Jocolano è un cognome di lingua italiana.

## Varianti
Gioco, Jioco, Lo Gioco, Lo Joco.

## Origine e diffusione
Il cognome è tipicamente centro-meridionale.
Potrebbe derivare dal termine regionale juculanu, "giocherellone", dal latino jocus, "scherzo". È affine al cognome Ludi.